# Vasileni
Vasileni (węg. Homoródszentlászló) – wieś w Rumunii, w okręgu Harghita, w gminie Ulieș. W 2011 roku liczyła 33 mieszkańców.